# Alžběta Polská (1305–1380)
Alžběta Polská, Alžběta Lokýtkovna, zvaná také Alžběta Uherská (polsky Elżbieta Łokietkówna, maďarsky Piast Erzsébet, 1305 – 29. prosinec 1380, Buda) byla uherská a chorvatská královna a polská regentka z rodu Piastovců.

## Život
Alžběta byla dcerou Vladislava Lokýtka a Hedviky Kališské a sestrou krále Kazimíra III., posledního vládce piastovské dynastie.
20. července 1320 se ve svých 15 letech stala čtvrtou manželkou ovdovělého (tehdy 32letého) uherského krále Karla I. Roberta, kterému porodila vytouženého dědice a další čtyři syny. Z předchozích Karlových manželství zřejmě nevzešlo přeživší potomstvo, přinejmenším ne přeživší synové. Karlova druhá manželka Marie Bytomská mu možná porodila dcery Kateřinu a Alžbětu, jiní historici mají za to, že obě dívky byly dcerami Alžběty.
Alžbětin bratr Kazimír uzavřel roku 1339 s Karlem Robertem smlouvu o nástupnictví. Pokud by Kazimír zemřel bez mužských dědiců, stal by se polským králem Alžbětin a Karlův syn. Karel Robert zemřel roku 1342, na trůn usedl syn Ludvík. Kazimír Polský zemřel roku 1370, aniž by se dočkal dědice, a Ludvík se stal na základě dohody polským králem. V letech 1370–1375, 1376–1377 a 1378–1380 byla regentkou rodného Polska Alžběta. Zemřela jako pětasedmdesátiletá paní, syn Ludvík I. Uherský ji přežil o pouhé dva roky. Je pochována v Budapešti v klášteře klarisek.